# Adobe Media Player
Adobe Media Player версії 1.0 випущений в квітні 2008 і створений на основі технології Adobe AIR. Вдосконалені технології Flash, використані в Adobe Media Player, дозволяють користувачам дивитися ТБ-програми як в онлайні, так і в оффлайн-режимі. Крім того, програвач може автоматично відстежувати і завантажувати нові випуски, а також управляти особистою відеоколекцією. Adobe Media Player розповсюджується безплатно і призначений для користувачів операційних систем Windows і Mac OS X.
Плеєр працює на різних платформах і заснований на відкритих стандартах, зокрема RSS і SMIL. З його допомогою можна проглядати файли Flash без необхідності відкриття браузера і в повноекранному режимі. У Adobe Media Player є можливості для завантаження файлів, у тому числі і для автоматичного завантаження нових серій телевізійних шоу або відео підкастів у вказаний час. З іншого боку, Adobe Media Player не вимагає постійного підключення до інтернету.